# Puna Coast Trail
Le Puna Coast Trail est un sentier de randonnée des États-Unis situé à Hawaï, sur le Kīlauea, dans le district de Kaʻū du comté d'Hawaï.

## Parcours

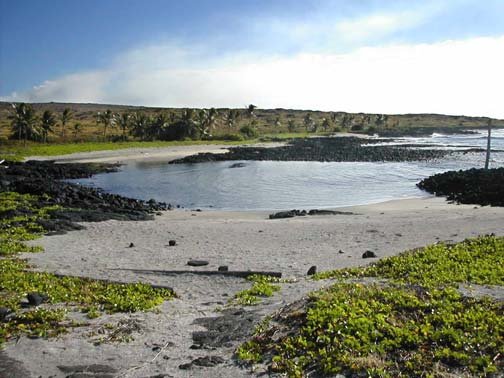
Vue d'Halapē et de sa crique, point de départ du Puna Coast Trail.

D'une longueur totale de 18,2 kilomètres, il part de la Chain of Craters Road à quarante mètres d'altitude et mène au bivouac de Halapē à onze mètres d'altitude en passant par celui de Keauhou,. Il se dirige vers l'ouest et longe le littoral de l'océan Pacifique,. À son extrémité orientale, il est connecté au Puʻu Loa Petroglyphs Trail qui mène aux pétroglyphes de Puʻu Loa,. En direction de l'ouest, la majorité du sentier coupe des coulées de lave émises par le Mauna Ulu en 1971 et 1973,. Après 10,6 kilomètres, il passe à côté de la pointe ʻĀpua et après 5 kilomètres supplémentaires, il arrive à Keauhou,. Là, il coupe le Keauhou Trail qui vient lui aussi de la Chain of Craters Road et qui se dirige vers l'océan Pacifique,. Halapē est atteint après 2,6 kilomètres et il se connecte au Hilina Pali Trail venant du nord,.

## Histoire
Le Puna Coast Trail est le sentier moderne qui correspond à l'ancienne piste côtière reliant Puna à Kaʻū et empruntée par les Hawaïens avant l'arrivée des Européens.
Depuis que le Puʻu ʻŌʻō est entré en éruption en 1983, ses coulées de lave ont enseveli la localité de Kalapana et une grande portion du littoral dont la partie orientale du Puna Coast Trail qui se raccordait au Kalapana Trail. Depuis, le sentier débute à la Chain of Craters Road et une petite portion de 1,5 kilomètre de longueur de l'ancien sentier est devenu le Puʻu Loa Petroglyphs Trail,.